# Helicops hagmanni
Helicops hagmanni är en ormart som beskrevs av Roux 1910. Helicops hagmanni ingår i släktet Helicops och familjen snokar. Inga underarter finns listade i Catalogue of Life.
Arten förekommer i norra Brasilien samt i angränsande områden av Peru och Venezuela. Kanske når den även Colombia. Honor lägger inga ägg utan föder levande ungar.